# Rail
Als Rail (deutsch Schiene oder Geländer) bezeichnet man eine Hindernisart in Sportarten wie zum Beispiel Skateboard, Freeski, Snowboard, Streetboard, Aggressive-Inlineskaten und BMX, auf dem Tricks ausgeführt werden können.
Eine andere Bedeutung des Wortes Rail ist die „Kante“ eines Surfbretts. Alle Surfbretter – egal ob Shortboard, Longboard oder Malibu – haben dieses konstruktive Merkmal.

## Geländer
Entstanden ist der häufige Wortgebrauch beim Skateboarden, da man beim Herumfahren auf Plätzen usw. anfing, die Geländer und Abschrankungen als Hindernisse miteinzubeziehen. Rails werden inzwischen für Skateparks speziell angefertigt. Ein Rail besteht meistens aus einem Metallrohr, das in die verschiedensten Formen gebogen sein kann. Um das Verletzungsrisiko zu vermindern, wird der Anfang und das Ende nach unten abgerundet.

## Einrad
Das umgangssprachliche Verb „railen“ wird unter Einrad-Fahrern für das Balancieren auf einem schmalen Gegenstand benutzt.